# هوهن پریتس
هوهن پریتس (به آلمانی: Hohen Pritz) یک شهر در آلمان است که در لودویگسلوست-پارشیم واقع شده‌است. هوهن پریتس ۵۰۱ نفر جمعیت دارد.